# Zuzana Tlučková
Zuzana Tlučková (* 9. února 1962, Košice) je slovenská divadelní a televizní herečka, bavička a dabérka.

## Život
V dětství účinkovala v televizní relaci Zlatá brána, během střední školy byla členkou Malého divadelního studia.
V roce 1984 absolvovala studium herectví na VŠMU v Bratislavě. Od roku 1985 byla členkou činohry Nové scény v Bratislavě, působila i během studia L+S. Od roku 1990 je herečkou ve svobodném povolání.
S bývalým manželem, hercem a bavičem Štefanem Skrúcaným má syna Tomáše (* 1988) a Lukáše (* 1993).

## Tvorba

### Filmografie (výběr)
- 1982 – Na konci diaľnice (Micka)
- 1983 – Výlet do mladosti (Oľga)
- 1984 – Keď jubilant plače (Fialka)
- 1985 – Kamenný chodníček (Eva)
- 1986 – Alžbetin dvor (Marta Fojtíková)
- 1989 – Čertiská
- 2006-2007 – Susedia (Zuzana)
- 2008 – Priateľky (Kamila)
- 2009 – Kutyil s.r.o (Anabela)
- 2011 - současnost - Panelák (Andrea Cinege Ryšavá)

### Dabing
- 1985 – Fontána pre Zuzanu (Bela Strnisková) – postsynchrony
- 1986 – Mahuliena, zlatá panna (Diva) – postsynchrony
- 1987 – Cikánka Aza – postsynchrony
- 199? – Jednoducho Mária (Mária Lopézová)
- 199? – Flintstonovci (Betty Rubble)
- 199? – Rýchla rota Chipa a Dala (Gadgetka)
- 199? – Sissi (Sissi)
- 199? – Sissi - Mladá cisárovná (Sissi)
- 199? – Sissi - Osudové roky cisárovnej (Sissi)
- 199? – Priatelia Toma a Jerryho (slečna Vavoomová)

### Diskografie, kompilace (výběr)
- 2007 – Veľkí herci spievajú deťom – kniha s CD